# Sonim
Sonim é uma povoação portuguesa do Município de Valpaços que foi sede da extinta Freguesia de Sonim, freguesia que tinha 10,73 km² de área e 273 habitantes (2011), e, por isso, uma densidade populacional de 25,4 hab/km².
A Freguesia de Sonim foi extinta (agregada) pela reorganização administrativa de 2012/2013, tendo o seu território sido integrado na então criada Freguesia de Sonim e Barreiros.
A maior parte do filme Matar Saudades (1988) de Fernando Lopes foi rodado nesta aldeia.
Realiza-se na aldeia uma Festa anual em honra do Senhor do Bonfim no último domingo de Julho.

## População
| Número de habitantes | Número de habitantes | Número de habitantes | Número de habitantes | Número de habitantes | Número de habitantes | Número de habitantes | Número de habitantes | Número de habitantes | Número de habitantes | Número de habitantes | Número de habitantes | Número de habitantes | Número de habitantes | Número de habitantes |
| -------------------- | -------------------- | -------------------- | -------------------- | -------------------- | -------------------- | -------------------- | -------------------- | -------------------- | -------------------- | -------------------- | -------------------- | -------------------- | -------------------- | -------------------- |
| 1864                 | 1878                 | 1890                 | 1900                 | 1911                 | 1920                 | 1930                 | 1940                 | 1950                 | 1960                 | 1970                 | 1981                 | 1991                 | 2001                 | 2011                 |
| 480                  | 610                  | 578                  | 645                  | 709                  | 546                  | 548                  | 579                  | 642                  | 655                  | 447                  | 392                  | 349                  | 317                  | 273                  |

(Obs.: Número de habitantes "residentes", ou seja, que tinham a residência oficial neste concelho à data em que os censos  se realizaram.)
| Distribuição da População por Grupos Etários em 2001 e 2011 | Distribuição da População por Grupos Etários em 2001 e 2011 | Distribuição da População por Grupos Etários em 2001 e 2011 | Distribuição da População por Grupos Etários em 2001 e 2011 | Distribuição da População por Grupos Etários em 2001 e 2011 | Distribuição da População por Grupos Etários em 2001 e 2011 | Distribuição da População por Grupos Etários em 2001 e 2011 | Distribuição da População por Grupos Etários em 2001 e 2011 | Distribuição da População por Grupos Etários em 2001 e 2011 | Distribuição da População por Grupos Etários em 2001 e 2011 |
| ----------------------------------------------------------- | ----------------------------------------------------------- | ----------------------------------------------------------- | ----------------------------------------------------------- | ----------------------------------------------------------- | ----------------------------------------------------------- | ----------------------------------------------------------- | ----------------------------------------------------------- | ----------------------------------------------------------- | ----------------------------------------------------------- |
| Idade                                                       | 0-14                                                        | 15-24                                                       | 25-64                                                       | > 65                                                        |                                                             | 0-14                                                        | 15-24                                                       | 25-64                                                       | > 65                                                        |
| 2001                                                        | 36                                                          | 38                                                          | 148                                                         | 95                                                          |                                                             | 11,4%                                                       | 12,0%                                                       | 46,7%                                                       | 30,0%                                                       |
| 2011                                                        | 17                                                          | 24                                                          | 125                                                         | 107                                                         |                                                             | 6,2%                                                        | 8,8%                                                        | 45,8%                                                       | 39,2%                                                       |

## Património
- Igreja de Sonim;
- Capela de São Frutuoso, em Sonim;
- Capela do Senhor Bonfim, em Sonim.